# موریس دو موئه
موریس دو موئه (فرانسوی: Maurice De Muer‎; ۴ اکتبر ۱۹۲۱ – ۴ مارس ۲۰۱۲) دوچرخه‌سوار اهل فرانسه بود.